# 石黒慶一
石黒 慶一（いしぐろ けいいち、1941年（昭和16年）9月20日 - ）は、日本の歯学者、歯学博士、歯科医師、日本矯正歯科学会認定医、医療法人社団敬愛会理事長、日本歯科医師会代議員、東北矯正歯科学会副会長、山形県歯科医師会会長、鶴岡市総合計画審議会会長、鶴翔同窓会第6代会長、元鶴岡市教育委員長、元山形歯科専門学校副理事長・校長、元鶴岡地区歯科医師会副会長。

## 略歴
- 1941年（昭和16年）9月20日 - 山形県鶴岡市に歯科医師・石黒慶之助の長男として生まれる。
- 1960年（昭和35年） - 山形県立鶴岡南高等学校 卒業
- 東京医科歯科大学歯学部 卒業
- 2年間アメリカの Lancaster Cleft Palate Clinic に留学する。
- 1971年（昭和46年）3月31日 - 東京医科歯科大学大学院歯学研究科歯科矯正学専攻 修了
  - 歯学博士号（東京医科歯科大学）授与　学位論文の題は「受変量解析法による下顎前突の遺伝学的研究 : 因子分析法による検討 」[1]。
- 東京医科歯科大学歯学部 文部教官
- 1976年（昭和51年）4月1日 - 山形県歯科医師会 入会、鶴岡地区歯科医師会 入会
  - 東京医科歯科大学歯学部歯科矯正学教室・非常勤講師
- 1978年（昭和53年） - 山形県歯科医師会学術委員 就任（1982年（昭和57年）3月31日まで）
- 1979年（昭和54年） - 新潟大学歯学部歯科矯正学教室・非常勤講師
- 1980年（昭和55年） - 石黒矯正歯科医院 開設
- 1982年（昭和57年）4月1日 - 山形県歯科医師会理事 就任（1995年（平成7年）3月31日まで）
  - 4月1日 - 山形県歯科医師政治連盟理事 就任（1992年（平成4年）3月31日まで）
- 1985年（昭和60年） - 鶴岡西ロータリークラブ入会
- 1989年（平成元年）[元号要検証] - 医療法人社団敬愛会と石黒歯科矯正歯科医院 設立
- 1990年（平成2年） - 山形歯科専門学校 教務部長 就任
- 1991年（平成3年） - 鶴岡西ロータリークラブ会長 就任
- 1993年（平成5年） - 国際ロータリー第2800地区大会実行委員長
- 1994年（平成6年） - 国際ロータリー第2800地区財団委員長
  - 4月1日 - 山形県歯科医師連盟理事 就任（1996年（平成8年）3月31日まで）
  - 4月1日 - 鶴岡地区歯科医師会専務理事 就任
- 1996年（平成8年）4月1日 - 山形歯科専門学校 副校長 就任
  - 鶴岡地区歯科医師会 専務理事 就任
- 1997年（平成9年）4月1日 - 山形歯科専門学校校長 就任（2002年（平成14年）3月31日まで）
  - 山形歯科専門学校 副理事長 就任
- 2000年（平成12年）4月1日 - 鶴岡地区歯科医師会 副会長 就任（2002年（平成14年）3月31日まで）
- 2002年（平成14年）4月1日 - 山形県歯科医師会副会長 就任（2010年（平成22年）3月31日まで）
  - 4月1日 - 山形歯科専門学校 理事 就任
  - 4月1日 - 山形県歯科医師会青色申告会連合会副会長 就任
  - 7月1日 - 鶴翔同窓会 第6代会長 就任
- 2005年（平成17年） - 国際ロータリー第2800地区2005年～2006年度ガバナー 就任
- 2007年（平成19年）2月19日 - 鶴岡市総合計画審議会会長 就任
- 2010年（平成22年）4月1日 - 山形県歯科医師会会長 就任

## 受賞歴
- 2008年（平成20年）11月27日 - 山形県保健衛生関係功労者表彰
- 2014年（平成26年）11月3日 - 旭日小綬章[2]

## 著作物

### 論文
- 『下顎前突の形態的構成要素の分析について』 （『先天異常』 日本先天異常学会会報 10(4), 214,）

### 博士論文
- 1971年（昭和46年）3月31日 -  『受変量解析法による下顎前突の遺伝学的研究：因子分析法による検討』 東京医科歯科大学 甲第376号

## 家族親族
- 高祖父：斎藤墨湖 - 画家
- 曾祖父：石黒慶助 - 『石黒工場』（羽二重織物工場）経営者
- 従祖叔父：斎藤外市 - 発明家
- 祖父：石黒慶蔵 - 歯科医師、歯科医療器具発明家
- 叔祖父：石黒岩太 - 陸軍少将
- 父：石黒慶之助 - 歯科医師、医学博士
- 叔父：石黒進之助 - 歯科医師
- 従兄弟：石黒豊 - 歯科医師
- 長男：石黒慶史 - 歯科医師、歯学博士

## 主な参考文献
- 『山形県歯科医師会百年史』 山形県歯科医師会百年史編纂委員会（編） 山形県歯科医師会（出版） 2005年
- 『鶴岡歯科医師会八十年史』 鶴岡地区歯科医師会会史編纂特別委員会（編） 鶴岡地区歯科医師会（出版） 2000年
- 山形県立鶴岡南高等学校同窓会（鶴翔同窓会）会報『鶴翔』第37号
- 国際ロータリークラブ 「ガバナー月信』第1号
- 『形歯会報』 山形県歯科医師会 1979年4月号～2010年4月号
- 国立国会図書館・蔵書・博士論文
- 論文情報ナビゲータ
- 日本歯科新聞・2010年3月2日付